# Folkhemmet (TV-program)
Folkhemmet var ett samhällsgranskande TV-program i TV3 med Hasse Aro, Robert Aschberg och Linda Nyberg som programledare. Programmet gick mellan åren 1999 och 2002.